# Ghizlane Samir
Ghizlane Samir (* 3. August 1976 in Casablanca, Marokko) ist eine französische Inline-Speedskaterin.

## Werdegang
Im Alter von 16 Jahren zog sie nach Paris und begann dort mit Rollkunstlauf und Rolltanz. Erst 2000 probierte sie sich im Speedskating. Schnell konnte sie in der nationalen Spitze Fuß fassen. So gewann sie zweimal die bedeutendste Rennserie in Frankreich, den French Inline Cup (2003 und 2005).
Mit Saisonbeginn 2003 startete sie für das Doby Inline Center International Team, dies bedeutete auch die regelmäßige Teilnahme an den weltweit renommiertesten Rennen des World Inline Cup (WIC), sowie des Swiss Inline Cup (SIC). 2005 gewann sie in 3.000 m Einzelzeitfahren ihren ersten Französischen Meistertitel. 2006 wechselte sie das Team und fährt nun für die Cristalp Ladies an der Seite der Italienerin Cinzia Ponzetti. 2007 ist Samir Mitglied im SsangYong Jesa Bont Team, für welches auch die deutsche Skaterin Tina Strüver fährt.

## Erfolge

### 2003
- Gewinn French Inline Cup (FIC)
- 2. Platz One Eleven (111 km - St. Gallen, Schweiz);
- Rang Neun Swiss Inline Cup (SIC)
- Rang 14 World Inline Cup (WIC)

### 2004
- Französische Vizemeisterin im Marathon
- Bronze Französischemeisterschaften im 3.000 m Einzelzeitfahren
- Rang 14 Swiss Inline Cup (SIC)
- Rang 17 World Inline Cup (WIC)

### 2005
- Französische Meisterin 3.000 m Einzelzeitfahren
- Bronze Französischemeisterschaften im Marathon
- Gewinn French Inline Cup (FIC)
- Rang Acht Swiss Inline Cup (SIC)
- Rang 13 World Inline Cup (WIC)

### 2006
- Französische Vizemeisterin im Marathon
- Rang 8 World Inline Cup (WIC)
- Rang Vier Swiss Inline Cup (SIC)
- Rang Zwei French Inline Cup (FIC)

### 2007
- Bronze Französischemeisterschaften im 3.000 m Einzelzeitfahren